# Aluniș (Cluj)
Aluniş (in ungherese Kecsed) è un comune della Romania di 1329 abitanti, ubicato nel distretto di Cluj, nella regione storica della Transilvania.

## Geografia fisica
Il comune è situato sulle colline Dejului ed è bagnato dal fiume Valea Mărului, a 46 km da Cluj Napoca e 22 km da Dej. Dal punto di vista amministrativo è formato dall'unione di 5 villaggi: Aluniș, Corneni, Ghirolt, Pruneni, Vale.

## Società

### Evoluzione demografica
In base ai censimenti, la popolazione è così divisa dal punto di vista etnico: